# غودفري بلو
غودفري بلو (بالإنجليزية: Godfrey Blow)‏ هو رسام أسترالي، ولد في 6 أكتوبر 1948.